# تأثیر دنیاگیری کروناویروس بر سینما

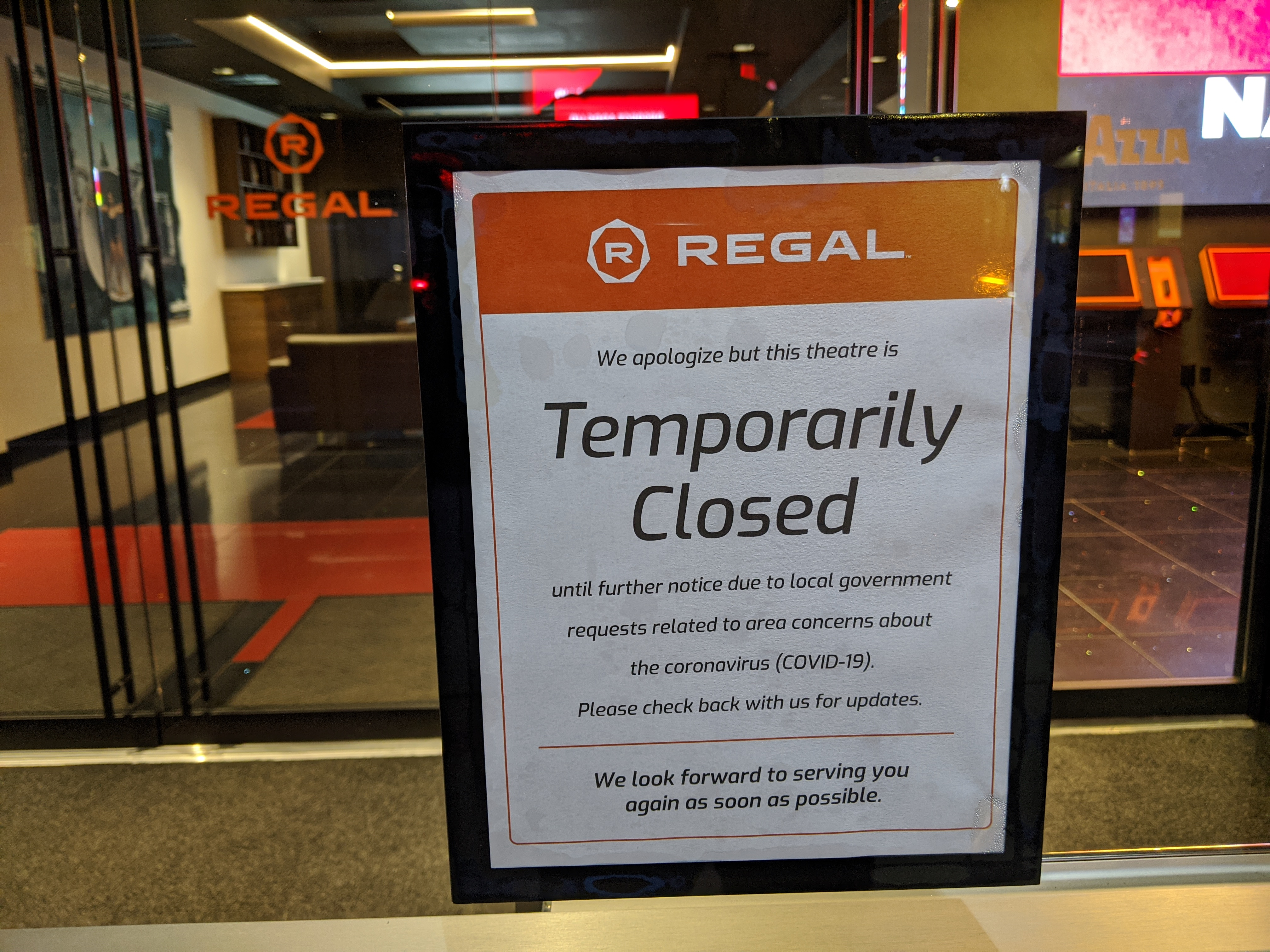
علامت روی در یک سینمای بسته ریگال در نیویورک، مارس ۲۰۲۰

دنیاگیری کروناویروس تأثیر قابل‌توجهی بر صنعت فیلم داشته‌است. در سراسر جهان و به درجات مختلف، سینماها و سالن‌های سینما بسته شدند، فستیوال‌ها لغو یا به تعویق افتادند و نسخه‌های فیلم به تاریخ‌های آینده منتقل شدند یا به‌طور نامحدود به تعویق افتادند. از آنجا که سینماها و سالن‌های سینما بسته شدند، گیشه جهانی میلیاردها دلار سقوط کرد و سهام سالن سینماها به طرز چشمگیری کاهش یافت. بسیاری از فیلم‌های blockbusters که قرار بود بین ماه مارس و اواخر نوامبر منتشر شوند به تعویق افتادند یا در سراسر دنیا کنسل شدند، و تولیدات فیلم نیز متوقف شد.
صنعت فیلم چینی ۲ میلیارد دلار را تا مارس ۲۰۲۰ از دست داد زیرا همه سینماها را در طی دوره سال نوی قمری که صنعت را در سراسر آسیا پایدار می‌کرد تعطیل کرده‌بود. آمریکای شمالی از سال ۱۹۹۸ بین ۱۳ تا ۱۵ مارس کمترین فروش خود را در آخر هفته شاهد بود.

## گیشه

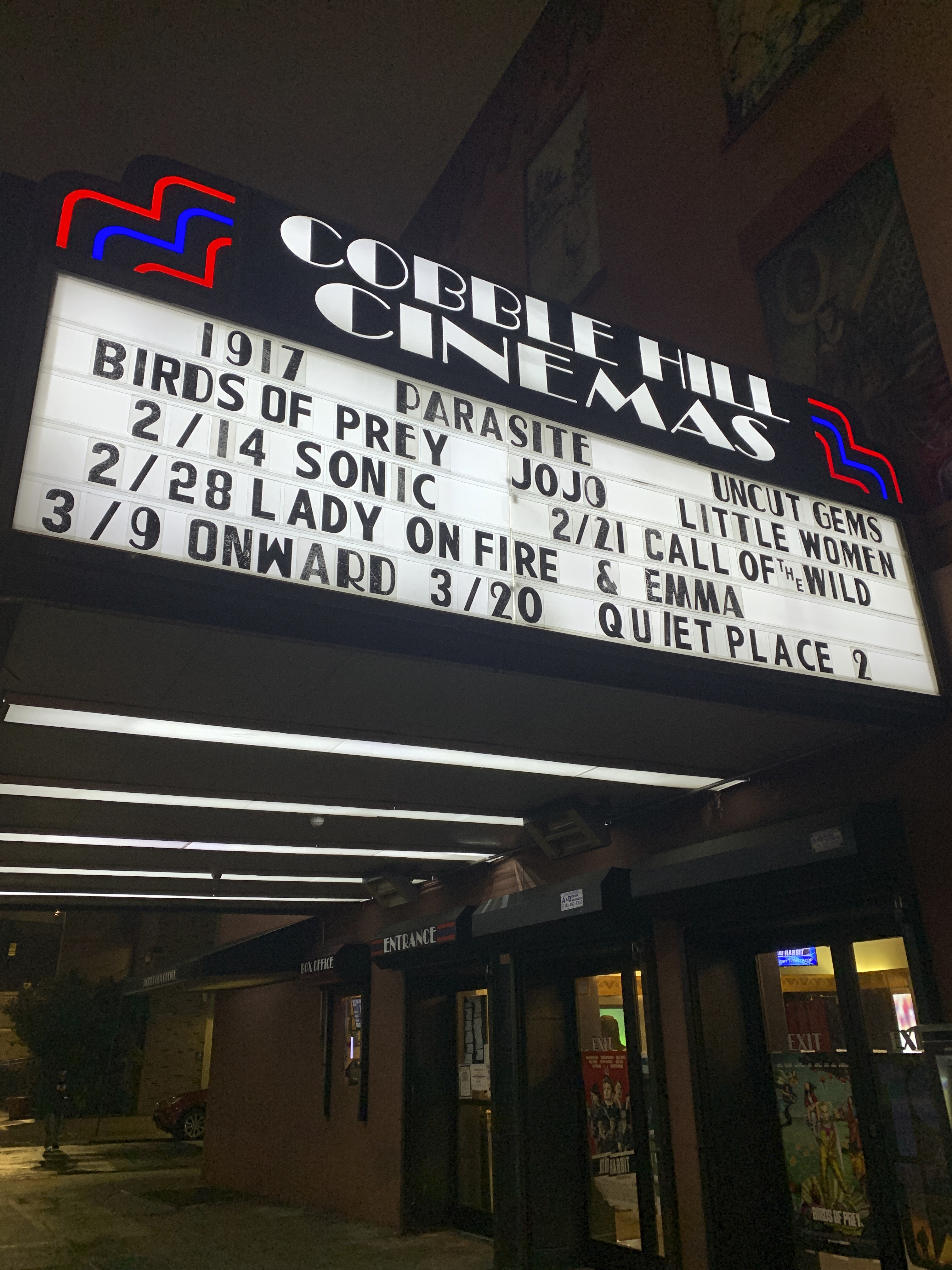
سینمای بروکلین نمایش خود را در فوریه ۲۰۲۰ اعلام کرد؛ یک مکان ساکت: بخش ۲ بعداً به تعویق افتاد.

در اوایل مارس ۲۰۲۰ پیش‌بینی شده‌بود که گیشه جهانی می‌تواند ۵ میلیارد دلار را در نتیجه همه‌گیری کرونا از دست بدهد.
کشورهایی که در وضعیت قرمز همه‌گیری کرونا هستند سینماها و سالن‌های سینما را تعطیل یا محدود کرده‌اند، این اقدام تأثیر منفی بر درآمد فیلم دارد. میزان حضور در مناطق دیگر نیز کاهش‌یافت. پس از شیوع دنیاگیری کروناویروس در سرزمین اصلی چین، ۷۰٬۰۰۰ سینما در ژانویه ۲۰۲۰ بسته شدند. در دو ماه نخست سال ۲۰۲۰، گیشه چین در مقایسه با ۲٫۱۴۸ میلیارد دلار در دو ماه نخست سال ۲۰۱۹ به ۳٫۹ میلیون دلار رسید. در نتیجه دنیاگیری کروناویروس در ایتالیا در ۸ مارس ۲۰۲۰، دولت ایتالیا دستور بسته شدن همه سینماها را تا یک ماه تمدید کرد. قبل از بسته شدن، ردیابی گیشه برای تعطیلات آخر هفته از ۶ تا ۸ مارس در مقایسه با دوره مشابه سال قبل، ۹۴ درصد برآورد شده بود. به دنبال دنیاگیری کروناویروس در فرانسه، سینماهای این کشور، فقط نیمی از سالن خود را پر می‌کردند. اقدامی که چند روز بعد در ایرلند نیز انجام شد. تا ۲۷ مارس ۲۰۲۰، کشورهای آمریکا، قطر، مالزی، تایلند، نیوزیلند، استرالیا و سنگاپور، سینماهای خود را تعطیل کردند. پس از اعلام وضعیت اضطراری در توکیو در ژاپن در ۷ آوریل، بیش از ۲۲۰ سینما بسته شدند.

## لغو یا تأخیر اکران فیلم‌ها
به دنبال دنیاگیری کروناویروس، اکران برخی از فیلم‌ها، لغو یا به تأخیر افتاد.

### لغو شده‌ها
- ترشی آمریکایی – اکران این فیلم در سینماها لغو شد و در ۶ اوت ۲۰۲۰ در اچ‌بی‌او مکس منتشر شد.[۱۶][۱۷]
- آرتمیس فاول – اکران این فیلم در سینماها لغو شد و در ۱۲ ژوئن ۲۰۲۰ در دیزنی+ منتشر شد.[۱۸][۱۹]
- Beastie Boys Story – اکران این فیلم در تاریخ ۳ آوریل ۲۰۲۰ در سینماها لغو شد و در ۲۴ آوریل ۲۰۲۰ در اپل تی‌وی پلاس منتشر شد.[۱۵]
- داستان آبی – اکران این فیلم در سینماهای ایالات متحده لغو شد و در ۵ مه ۲۰۲۰ در VOD منتشر شد.[۲۰]
- کاپون – اکران این فیلم در سینماها لغو شد و در ۱۲ مه ۲۰۲۰ در VOD منتشر شد.[۲۱]
- پادشاهان جذاب شهر – اکران این فیلم در سینماها لغو شد و قرار است در تاریخ مشخص نشده‌ای در اچ‌بی‌او مکس منتشر شود.[۲۲]
- ابرها – اکران این فیلم در سینماها لغو شد و قرار است در اواخر سال ۲۰۲۰ در دیزنی+ منتشر شد.[۲۳]
- پایان‌ها، آغازها – اکران این فیلم در سینماها لغو شد و در ۱۷ آوریل ۲۰۲۰ در VOD منتشر شد.[۲۴]
- انولا هولمز – اکران این فیلم در سینماها لغو شد و در سپتامبر ۲۰۲۰ در نت‌فلیکس منتشر شد.[۲۵][۲۶]
- اژدهای چاق وارد می‌شود – اکران این فیلم در سینماها لغو شد.[۲۷]
- فورته – اکران این فیلم در سینماها لغو شد و در ۱۵ آوریل ۲۰۲۰ در پرایم ویدئو منتشر شد.[۲۸]
- سگ تازی – اکران این فیلم در سینماها لغو شد و در ۱۰ ژوئیه ۲۰۲۰ در اپل تی‌وی پلاس منتشر شد.[۲۹][۳۰]
- گونجان ساکسنا – اکران این فیلم در سینماها لغو شد و قرار است در تاریخ مشخصی در نت‌فلیکس منتشر شود.[۳۱][۳۲][۳۳]
- همیلتون – اکران این فیلم در سینماها لغو شد و در ۳ ژوئیه ۲۰۲۰ در دیزنی+ منتشر شد.[۳۴]
- پادشاه استتن آیلند – اکران این فیلم در سینماها لغو شد و در ۱۲ ژوئن ۲۰۲۰ در VOD منتشر شد.[۳۵]
- گمشده در روسیه – اکران این فیلم در سینماها لغو شد و در ۲۵ ژانویه سال ۲۰۲۰ در تیک‌تاک، Toutiao و Xigua منتشر شد.[۳۶]
- پرندگان عاشق – اکران این فیلم در سینماها لغو شد و در ۲۲ مه سال ۲۰۲۰ در نت‌فلیکس منتشر شد.[۳۷][۱۴]
- جاسوس من – اکران این فیلم در سینماها لغو شد و در ۲۶ ژوئن ۲۰۲۰ در سرویس ویدیوئی آمازون منتشر شد.[۳۸][۳۹]
- قصیده‌ای برای عشق – اکران این فیلم در سینماها در ۲۱ مارس ۲۰۲۰ لغو شد و در ۱۰ ژوئیه سال ۲۰۲۰ در سرویس ویدیوئی آمازون منتشر شد.[۴۰]
- ایوان منحصربه‌فرد – اکران این فیلم در سینماها لغو شد و در ۲۱ اوت ۲۰۲۰ در دیزنی+ منتشر شد.[۴۱]
- اسکوب – اکران این فیلم در سینماها لغو شد و در ۱۵ مه ۲۰۲۰ در VOD منتشر شد.[۴۲]
- باب‌اسفنجی: اسفنج در حال فرار – اکران این فیلم در سینماها لغو شد و قرار است در اوایل سال ۲۰۲۱ در VOD منتشر شود.[۴۳]
- استیون جهان: فیلم – در ۲۳ مارس ۲۰۲۰، پس از بسته شدن سینماها اکران این فیلم لغو شد.[۴۴]
- تامی همیشه در حال مرگ است – اکران این فیلم در سینماها لغو شد و در اول مه ۲۰۲۰ در VOD منتشر شد.[۴۵]
- مثل سگ فکر کنید – اکران این فیلم در سینماها لغو شد و در ۹ ژوئن ۲۰۲۰ در VOD منتشر شد.[۴۶]
- زمان برای شکار – اکران این فیلم در سینماها لغو شد و در ۱۰ آوریل ۲۰۲۰ در نت‌فلیکس منتشر شد.[۴۷]
- دادگاه شیکاگو هفت – اکران این فیلم در سینماها لغو شد و قرار است در تاریخ مشخصی در شبکه نت‌فلیکس منتشر شود.[۴۸][۴۹]
- A Whisker Away – اکران این فیلم در سینماها لغو شد و در ۱۸ ژوئن ۲۰۲۰ در شبکه نت‌فلیکس منتشر شد.[۵۰]
- مرد کار – اکران این فیلم در سینماها لغو شد و در ۵ مه ۲۰۲۰ در VOD منتشر شد.[۵۱]
- باید چپ می‌کردی – اکران این فیلم در سینماها لغو شد و در ۱۸ ژوئن ۲۰۲۰ در VOD منتشر شد.[۵۲]

### انتشار همزمان سینما و VOD
- یادداشت عالی – در ۲۹ مه ۲۰۲۰ در سینماهای منتخب اکران و در VOD نیز منتشر شد.[۵۳]
- مقاومت ناپذیر – در ۲۶ ژوئن ۲۰۲۰ در سینماهای منتخب اکران و در VOD نیز منتشر شد.[۵۴][۵۵]
- پاسگاه – در ۳ ژوئیه ۲۰۲۰ در سینماهای منتخب اکران و در VOD نیز منتشر شد.[۵۶]
- تسلا – در ۲۱ اوت ۲۰۲۰ در سینماهای منتخب اکران و در VOD نیز منتشر شد.[۵۷]
- تور جهانی ترول‌ها – در ۶ آوریل ۲۰۲۰ در اروپا در سینماهای منتخب و VOD منتشر شد و در ۱۰ آوریل ۲۰۲۰ در ایالات متحده در سینماهای منتخب اکران و در VOD نیز منتشر شد.[۵۸][۵۹][۶۰]
- دختر دره – در ۸ مه ۲۰۲۰ در سینماهای منتخب اکران و در VOD نیز منتشر شد.[۶۱]
- بدبخت – در ۱ مه ۲۰۲۰ در سینماهای منتخب اکران و در VOD نیز منتشر شد.[۶۲]

### تأخیر
| فیلم                                                           | تاریخ انتشار اصلی | تاریخ انتشار جدید یا اقدام انجام شده یا تاخیر انتشار                                                                     |
| -------------------------------------------------------------- | ----------------- | --- |
| ۸۳                                                             | ۱۰ آوریل ۲۰۲۰     | TBA |
| برادران اروین                                                  | ۱۸ دسامبر ۲۰۲۰    | ۱۰ دسامبر ۲۰۲۱ |
| انتبلوم                                                        | ۲۴ آوریل ۲۰۲۰     | ۲۱ اوت ۲۰۲۰ |
| انتلرز                                                         | ۱۷ آوریل ۲۰۲۰     | TBA |
| آراکت                                                          | ۳ آوریل ۲۰۲۰      | TBA |
| بارب و استار به ویستا دل‌مار می‌روند                             | ۳۱ ژوئیه ۲۰۲۰     | ۱۶ ژوئیه ۲۰۲۱ |
| بتمن                                                           | ۲۵ ژوئن ۲۰۲۱      | ۱ اکتبر ۲۰۲۱ (replacing الویس, released on later date)                                                                   |
| بیتلز: برگشتن                                                  | ۴ سپتامبر ۲۰۲۰    | ۲۷ اوت ۲۰۲۱ |
| بیل و تد با موسیقی مواجه می‌شوند                                | ۲۱ اوت ۲۰۲۰       | ۲۸ اوت ۲۰۲۰ |
| بایوس                                                          | ۲ اکتبر ۲۰۲۰      | ۱۶ آوریل ۲۰۲۱ |
| بیوه سیاه                                                      | ۱ مه ۲۰۲۰         | ۶ نوامبر ۲۰۲۰ (replacing اترنالز, released on later date)                                                                |
| Blithe Spirit                                                  | ۱ مه ۲۰۲۰         | ۴ سپتامبر ۲۰۲۰ |
| بلادشات                                                        | ۱۳ مارس ۲۰۲۰      | با تأخیر در چین. |
| Bob's Burgers: The Movie                                       | ۱۷ ژوئیه ۲۰۲۰     | ۹ آوریل ۲۰۲۱ |
| گالری قلبهای شکسته                                             | ۱۷ ژوئیه ۲۰۲۰     | ۷ اوت ۲۰۲۰ |
| کندی‌من                                                         | ۱۲ ژوئن ۲۰۲۰      | ۱۶ اکتبر ۲۰۲۰ (replacing هالووین می‌کشد, released on a later date)                                                        |
| The Climb                                                      | ۲۰ مارس ۲۰۲۰      | ۱۷ ژوئیه ۲۰۲۰ |
| بیا بازی کن                                                    | ۲۴ ژوئیه ۲۰۲۰     | ۳۰ اکتبر ۲۰۲۰ |
| متصل                                                           | ۱۸ سپتامبر ۲۰۲۰   | ۲۳ اکتبر ۲۰۲۰ |
| The Cornered Mouse Dreams of Cheese                            | ۵ ژوئن ۲۰۲۰       | ۱۱ سپتامبر ۲۰۲۰ |
| Crayon Shin-chan: Crash! Rakuga Kingdom and Almost Four Heroes | ۲۴ آوریل ۲۰۲۰     | TBA |
| کات‌تروت سیتی                                                   | ۱۰ آوریل ۲۰۲۰     | TBA |
| تاریخ را حذف کنید                                              | ۲۲ آوریل ۲۰۲۰     | ۲۶ اوت ۲۰۲۰ |
| کارآگاه محله چینی‌ها ۳                                          | ۲۴ ژانویه ۲۰۲۰    | TBA |
| Detective Conan: The Scarlet Bullet                            | ۱۷ آوریل ۲۰۲۰     | آوریل ۲۰۲۱ |
| Digimon Adventure: Last Evolution Kizuna                       | ۲۵ مارس ۲۰۲۰      | Delayed in the United States.                                                                                            |
| دکتر استرنج                                                    | ۷ مه ۲۰۲۱         | ۲۵ مارس ۲۰۲۲ |
| دورایمون: دایناسور جدید نوبیتا                                 | ۶ مارس ۲۰۲۰       | ۷ اوت ۲۰۲۰ (replacing با من بمان دورایمون ۲, released on later date)                                                     |
| اسب رؤیایی                                                     | ۱۷ آوریل ۲۰۲۰     | ۴ سپتامبر ۲۰۲۰ |
| Dungeons & Dragons                                             | ۱۹ نوامبر ۲۰۲۱    | ۲۷ مه ۲۰۲۲ |
| الویس                                                          | ۱ اکتبر ۲۰۲۱      | ۵ نوامبر ۲۰۲۱ |
| اتاق فرار ۲                                                    | ۱۴ اوت ۲۰۲۰       | ۱ ژانویه ۲۰۲۱ |
| اترنالز                                                        | ۶ نوامبر ۲۰۲۰     | ۱۲ فوریه ۲۰۲۱ (replacing شانگ-چی و افسانه ده حلقه, released on later date)                                               |
| اونگلیون: ۳٫۰+۱٫۰ سه بار در یک زمان                            | ۲۷ ژوئن ۲۰۲۰      | TBA |
| سریع و خشمگین ۹                                                | ۲۲ مه ۲۰۲۰        | ۲ آوریل ۲۰۲۱ |
| فتال                                                           | ۱۹ ژوئن ۲۰۲۰      | ۳۰ اکتبر ۲۰۲۰ |
| فیت/گراند اوردر                                                | ۱۵ اوت ۲۰۲۰       | TBA |
| Fate/stay night: Heaven's Feel III. spring song                | ۲۵ آوریل ۲۰۲۰     | TBA |
| پدرانه                                                         | ۱۵ ژانویه ۲۰۲۱    | ۲ آوریل ۲۰۲۱ |
| فاتیما                                                         | ۲۴ آوریل ۲۰۲۰     | ۱۴ اوت ۲۰۲۰ |
| پاکسازی ابدی                                                   | ۱۰ ژوئیه ۲۰۲۰     | ۹ ژوئیه ۲۰۲۱ |
| گای آزاد                                                       | ۳ ژوئیه ۲۰۲۰      | ۱۱ دسامبر ۲۰۲۰ |
| گزارش فرانسوی                                                  | ۲۴ ژوئیه ۲۰۲۰     | ۱۶ اکتبر ۲۰۲۰ |
| شکارچیان روح: افترلایف                                         | ۱۰ ژوئیه ۲۰۲۰     | ۵ مارس ۲۰۲۱ (replacing آنچارتد, released on a later date)                                                                |
| Given                                                          | ۱۶ مه ۲۰۲۰        | TBA |
| Go! Anpanman: Fluffy Fuwari and the Cloud Country              | ۲۶ ژوئن ۲۰۲۰      | Summer 2021 |
| گودزیلا در برابر کونگ                                          | ۲۰ نوامبر ۲۰۲۰    | ۲۱ مه ۲۰۲۱ (replacing ماتریکس ۴, released on a later date)                                                               |
| گرند بلو                                                       | ۲۹ مه ۲۰۲۰        | ۷ اوت ۲۰۲۰ |
| شوالیه سبز                                                     | ۲۹ مه ۲۰۲۰        | TBA |
| گرینلند                                                        | ۱۲ ژوئن ۲۰۲۰      | ۱۴ اوت ۲۰۲۰ |
| هالووین می‌کشد                                                  | ۱۶ اکتبر ۲۰۲۰     | ۱۵ اکتبر ۲۰۲۱ |
| Happy-Go-Lucky Days                                            | ۸ مه ۲۰۲۰         | TBA |
| Hello, Tyranno                                                 | Summer 2020       | Delayed in Japan |
| محافظ همسر هیتمن                                               | ۲۸ اوت ۲۰۲۰       | ۲۰ اوت ۲۰۲۱ |
| تلقین (10th anniversary)                                       | ۱۷ ژوئیه ۲۰۲۰     | ۳۱ ژوئیه ۲۰۲۰ |
| ایندیانا جونز و گردانه سرنوشت                                  | ۹ ژوئیه ۲۰۲۱      | ۲۰۲۳ |
| بی‌نهایت                                                        | ۷ اوت ۲۰۲۰        | ۲۸ مه ۲۰۲۱ |
| در ارتفاعات                                                    | ۲۶ ژوئن ۲۰۲۰      | ۱۸ ژوئن ۲۰۲۱ |
| جان ویک: بخش ۴                                                 | ۲۱ مه ۲۰۲۱        | ۲۷ مه ۲۰۲۲ |
| گشت‌وگذار در جنگل                                               | ۲۴ ژوئیه ۲۰۲۰     | ۳۰ ژوئیه ۲۰۲۱ |
| Kaamelott - Premier Volet                                      | ۲۹ ژوئیه ۲۰۲۰     | ۲۵ نوامبر ۲۰۲۰ |
| کجیلیونر                                                       | ۱۹ ژوئن ۲۰۲۰      | ۱۸ سپتامبر ۲۰۲۰ |
| Keep Your Hands Off Eizouken!                                  | ۱۵ مه ۲۰۲۰        | TBA |
| شاه ریچارد                                                     | ۲۵ نوامبر ۲۰۲۰    | ۱۹ نوامبر ۲۰۲۱ |
| Koko-di Koko-da                                                | ۲۷ مارس ۲۰۲۰      | TBA |
| دیشب در سوهو                                                   | ۲۵ سپتامبر ۲۰۲۰   | ۲۳ آوریل ۲۰۲۱ |
| The Last Vermeer                                               | ۲۲ مه ۲۰۲۰        | TBA |
| Legend of Deification                                          | ۲۵ ژانویه ۲۰۲۰    | TBA |
| Love Me, Love Me Not                                           | ۲۹ مه ۲۰۲۰        | TBA |
| Made in Abyss: Dawn of the Deep Soul                           | ۱۳ آوریل ۲۰۲۰     | Delayed in the United States.                                                                                            |
| Majo Minarai o Sagashite                                       | ۱۵ مه ۲۰۲۰        | Fall 2020 |
| بدخیم                                                          | ۱۴ اوت ۲۰۲۰       | TBA |
| The Man from Toronto                                           | ۲۰ نوامبر ۲۰۲۰    | ۱۷ سپتامبر ۲۰۲۱ |
| آمرزیدگان فراوان شهر نیوآرک                                    | ۲۵ سپتامبر ۲۰۲۰   | ۱۲ مارس ۲۰۲۱ |
| ماتریکس ۴                                                      | ۲۱ مه ۲۰۲۱        | ۱ آوریل ۲۰۲۲ |
| مینیون‌ها: ظهور گرو                                             | ۳ ژوئیه ۲۰۲۰      | ۲ ژوئیه ۲۰۲۱ (replacing آواز ۲, released on later date)                                                                  |
| مأموریت: غیرممکن ۷                                             | ۲۳ ژوئیه ۲۰۲۱     | ۱۹ نوامبر ۲۰۲۱ |
| غیرممکن                                                        | ۵ اوت ۲۰۲۲        | ۴ نوامبر ۲۰۲۲ |
| Mobile Suit Gundam: Hathaway's Flash                           | ۲۳ ژوئیه ۲۰۲۰     | TBA |
| موربیوس                                                        | ۳۱ ژوئیه ۲۰۲۰     | ۱۹ مارس ۲۰۲۱ |
| مولان                                                          | ۲۷ مارس ۲۰۲۰      | ۲۱ اوت ۲۰۲۰ |
| جهش‌یافته‌های جدید                                               | ۳ آوریل ۲۰۲۰      | ۲۸ اوت ۲۰۲۰ |
| The Nightingale                                                | ۲۵ دسامبر ۲۰۲۰    | ۲۲ دسامبر ۲۰۲۱ |
| هیچ‌کس                                                          | ۱۴ اوت ۲۰۲۰       | ۲۶ فوریه ۲۰۲۱ |
| زمانی برای مردن نیست                                           | ۲ آوریل ۲۰۲۰      | ۲۰ نوامبر ۲۰۲۰ |
| به پیش                                                         | ۶ مارس ۲۰۲۰       | Delayed in New Zealand until April 24, 2020, Japan until August 21, 2020, and Italy and South Korea until further notice |
| Our Ladies                                                     | ۲۴ آوریل ۲۰۲۰     | ۱۱ سپتامبر ۲۰۲۰ |
| The Personal History of David Copperfield                      | ۸ مه ۲۰۲۰         | ۱۴ اوت ۲۰۲۰ |
| پیتر خرگوشه ۲: فراری                                           | ۳ آوریل ۲۰۲۰      | ۱۵ ژانویه ۲۰۲۱ |
| Pokémon the Movie: Coco                                        | ۱۰ ژوئیه ۲۰۲۰     | Winter 2020 |
| Praise This                                                    | ۲۵ سپتامبر ۲۰۲۰   | TBA |
| Pretty Cure Miracle Leap: A Wonderful Day with Everyone        | ۲۰ مارس ۲۰۲۰      | TBA |
| Pretty Guardian Sailor Moon Eternal – Part 1                   | ۱۱ سپتامبر ۲۰۲۰   | ۸ ژانویه ۲۰۲۱ |
| Princess Principal                                             | ۱۰ آوریل ۲۰۲۰     | TBA |
| زن جوان نویددهنده                                              | ۱۷ آوریل ۲۰۲۰     | TBA |
| یک مکان ساکت: بخش ۲                                            | ۲۰ مارس ۲۰۲۰      | ۴ سپتامبر ۲۰۲۰ |
| رایا و آخرین اژدها                                             | ۲۵ نوامبر ۲۰۲۰    | ۱۲ مارس ۲۰۲۱ |
| Recorder: The Marion Stokes Project                            | ۱۷ آوریل ۲۰۲۰     | الگو:Dts/formhideDelayed in the United Kingdom until September 17, 2020                                                  |
| The Rescue                                                     | ۲۵ ژانویه ۲۰۲۰    | TBA |
| Revue Starlight Rondo Rondo Rondo                              | ۲۹ مه ۲۰۲۰        | TBA |
| Ron's Gone Wrong                                               | ۲۶ فوریه ۲۰۲۱     | ۲۳ آوریل ۲۰۲۱ |
| Run                                                            | ۸ مه ۲۰۲۰         | TBA |
| شمشیرزن دوره‌گرد: افسانه پایان می‌یابد                           | ۷ اوت ۲۰۲۰        | Spring 2021 |
| شمشیرزن دوره‌گرد: افسانه پایان می‌یابد                           | ۳ ژوئیه ۲۰۲۰      | Spring 2021 |
| The Salt of Tears                                              | ۸ آوریل ۲۰۲۰      | ۱۴ اکتبر ۲۰۲۰ |
| اسکات پیلگریم در برابر دنیا (10th anniversary)                 | اوت ۲۰۲۰          | TBA |
| باغ اسرارآمیز                                                  | ۳ آوریل ۲۰۲۰      | ۱۴ اوت ۲۰۲۰ |
| شانگ-چی و افسانه ده حلقه                                       | ۱۲ فوریه ۲۰۲۱     | ۷ مه ۲۰۲۱ (replacing دکتر استرنج, released on later date)                                                                |
| شزم!                                                           | ۱ آوریل ۲۰۲۲      | ۴ نوامبر ۲۰۲۲ |
| Shimajirō & the Sky Flying Ship                                | ۲۸ فوریه ۲۰۲۰     | TBA |
| آواز ۲                                                         | ۲ ژوئیه ۲۰۲۱      | ۲۲ دسامبر ۲۰۲۱ |
| Slay the Dragon                                                | ۱۳ مارس ۲۰۲۰      | ۳ آوریل ۲۰۲۰ |
| سونیک خارپشت                                                   | ۱۴ فوریه ۲۰۲۰     | Delayed in Japan until June 26, 2020 and in China until further notice.                                                  |
| سوریاوانشی                                                     | ۲۴ مارس ۲۰۲۰      | TBA |
| روح                                                            | ۱۹ ژوئن ۲۰۲۰      | ۲۰ نوامبر ۲۰۲۰ |
| مارپیچ                                                         | ۱۵ مه ۲۰۲۰        | ۲۱ مه ۲۰۲۱ |
| با من بمان دورایمون ۲                                          | ۷ اوت ۲۰۲۰        | TBA |
| انگاشته                                                        | ۱۷ ژوئیه ۲۰۲۰     | ۱۲ اوت ۲۰۲۰ |
| ثور: راگناروک                                                  | ۵ نوامبر ۲۰۲۱     | ۱۱ فوریه ۲۰۲۲ |
| تام و جری                                                      | ۲۳ دسامبر ۲۰۲۰    | ۵ مارس ۲۰۲۱ |
| جنگ فردا                                                       | ۲۵ دسامبر ۲۰۲۰    | ۲۳ ژوئیه ۲۰۲۱ (replacing مأموریت: غیرممکن ۷, released on later date)                                                     |
| تاپ گان: ماوریک                                                | ۲۶ ژوئن ۲۰۲۰      | ۲۳ دسامبر ۲۰۲۰ |
| Ultraman Taiga The Movie                                       | ۶ مارس ۲۰۲۰       | TBA |
| آنچارتد                                                        | ۵ مارس ۲۰۲۱       | ۱۶ ژوئیه ۲۰۲۱ (replacing مرد عنکبوتی: دور از خانه، released on a later date)                                             |
| نامتعادل                                                       | ۱ ژوئیه ۲۰۲۰      | ۳۱ ژوئیه ۲۰۲۰ |
| Untitled Fred Hampton project                                  | ۲۱ اوت ۲۰۲۰       | TBA |
| مرد عنکبوتی: دور از خانه                                       | ۱۶ ژوئیه ۲۰۲۱     | ۵ نوامبر ۲۰۲۱ (replacing ثور: راگناروک, released on a later date)                                                        |
| دنباله بدون عنوان مرد عنکبوتی: به درون دنیای عنکبوتی           | ۸ آوریل ۲۰۲۲      | ۷ اکتبر ۲۰۲۲ |
| ونگارد                                                         | ۲۵ ژانویه ۲۰۲۰    | TBA |
| ونوم: بگذارید کارنیج بیاید                                     | ۲ اکتبر ۲۰۲۰      | ۲۵ ژوئن ۲۰۲۱ |
| وایولت اورگاردن                                                | ۲۴ آوریل ۲۰۲۰     | September 18, 2020 |
| ویوو                                                           | ۱۶ آوریل ۲۰۲۱     | ۴ ژوئن ۲۰۲۱ |
| جادوگرها                                                       | ۹ اکتبر ۲۰۲۰      | TBA 2021 |
| بدون پشیمانی                                                   | ۱۸ سپتامبر ۲۰۲۰   | ۲۶ فوریه ۲۰۲۱ |
| زنی پشت پنجره                                                  | ۱۵ مه ۲۰۲۰        | TBA |
| زن شگفت‌انگیز ۱۹۸۴                                              | ۵ ژوئن ۲۰۲۰       | ۲ اکتبر ۲۰۲۰ |
| Words Bubble Up Like Soda Pop                                  | ۱۵ مه ۲۰۲۰        | TBA |

## یادداشت
1. ↑  As part of the future MCU, the initial delay of Black Widow forced Love and Thunder to be pushed back, too.
2. ↑  As part of the دنیای توسعه‌یافته دی‌سی، Wonder Woman 1984 was initially postponed to August 14, 2020 from its original date due to the pandemic.[۱۲۲]